# تل طوقان
تل طوقان (به عربی: تل طوقان) یک روستا در سوریه است که در استان ادلب واقع شده‌است. تل طوقان ۳٬۵۳۱ نفر جمعیت دارد.